# جيسيكا فليتشير
جيسيكا فليتشير (بالإنجليزية: Jessica Fletcher)‏ هي لاعبة كرة الريشة بريطانية، ولدت في 6 مايو 1992 في Garforth ‏ في المملكة المتحدة.

## وصلات خارجية
- جيسيكا فليتشير على موقع BWF.tournamentsoftware.com (الإنجليزية)
- جيسيكا فليتشير على موقع BWFbadminton.com (الإنجليزية)